# Нарака (буддизм)
Ад в буддизме — нарака (санскр. नरक, IAST: naraka, кит. упр. 那落迦/捺落迦, пиньинь nàlùojiā, палл. налоцзя или кит. упр. 地狱, пиньинь Dì Yù, палл. диюй; яп. 地獄 дзигоку или яп. 奈落 нараку; бирм. ငရဲ nga-ye; тиб. དམྱལ་བ་, Вайли dmyal ba; тайск. นรก nárók; кор. 지옥 чиок, вьет. địa ngục диа нгук, бур. тама) — мир адских существ (нараков), которые подвержены тяжёлым мучениям вследствие своих кармических деяний (причинно-следственных событий прошлых жизней). В отличие от христианского, иудейского мучения не вечные, и после довольно длительного срока искупления негативная карма исчерпывается, и существа могут переродиться в высших мирах.

## Нахождение и структура адов
Обычно считается, что адские подземелья в этом мире расположены под континентом Джамбудвипа. При этом отмечается, что в неисчислимом количестве миров существует также неисчислимое количество адов.
По своей структуре ады напоминают глубокую усечённую пирамиду из восьми слоёв, нижние слои значительно больше верхних. Ады уходят глубоко под воду под континентом до самого дна. Самые страшные ады расположены внизу, самые лёгкие — сверху. На каждом уровне центральную часть занимает горячий ад, а по периферии расположен холодный ад. Таким образом имеется восемь горячих и восемь холодных адов.
Описывают также и дополнительные ады и даже временно возникающие ады.

## Восемь холодных адов
1. Арбуда-нарака (Arbuda) — ад волдырей. На тёмной промёрзшей долине, окружённой холодными горами, постоянно метель и снежная буря. Жители этого ада лишены одежды и одиноки, и от холода их тело покрывается волдырями. Время пребывания в аду Арбуда описывается через как срок, много больший того, который потребуется для опустошения большой бочки семян кунжута, если забирать по одному зерну раз в сто лет[1].
2. Нирарбуда-нарака (Nirarbuda) — ад разбухающих волдырей. Этот ад ещё холоднее и волдыри разбухают и взрываются, оставляя тела покрытыми кровью и гноем.
3. Атата-нарака (IAST: Aṭaṭa) — ад, когда трясёт от холода.
4. Хахава-нарака (Hahava) — ад плача и стона. Когда жертва стонет от холода.
5. Хухува-нарака (Huhuva) — ад стучащих зубов. Страшный озноб и зубы стучат.
6. Утпала-нарака (Utpala) — ад голубого лотоса, когда постоянный холод заставляет всю кожу посинеть подобно лилии.
7. Падма-нарака (Padma) — лотосовый ад. Снежная пурга овевает замёрзшее тело, оставляя кровавые раны.
8. Махападма-нарака (Mahāpadma) — великий лотосовый ад. Всё тело трескается от холода и внутренние органы от страшного мороза тоже растрескиваются.

Пребывание в каждом следующем из этих адов в 20 раз дольше, чем в предыдущем.

## Восемь горячих адов
1. Санджива-нарака (Sañjīva) — ад оживления. В этом аду земля состоит из раскалённого железа. Существа пребывают в этом аду в постоянном унижении и страхе. Как только жертвы начинают бояться, что другие на него нападут, другие существа возникают и начинают его атаковать железными копьями. Или же слуги Ямы появляются и нападают на жертв с колющим оружием. Они теряют сознание и испытывают предсмертные муки, но тут же восстанавливаются в сознании и их снова атакуют. На них могут также лить по каплям расплавленный металл, разрубают их на кусочки, они страдают также от раскалённого железа под ногами. Пребывание в этом аду занимает 162⋅1010 лет. Ад находится на глубине 1000 йоджан под континентом Джамбудвипа и занимает 10,000 йоджан в каждом из направлений.
2. Каласутра-нарака (Kālasūtra) — ад чёрных сечений. Помимо мучений в предыдущем аду, чёрные линии проводят вдоль тела, и слуги Ямы рассекают по этим сечениям жертвы зазубренными секирами и острыми топорами. Пребывание в этом аду занимает 1296⋅1010 лет.
3. Сангхата-нарака (IAST: Saṃghāta) — сокрушающий ад. Этот ад расположен над раскалённым железом и окружён массивными скалами, которые сталкиваются и перемалывают существ в кровавое крошево. Когда скалы раздвигаются, жизнь восстанавливается и всё начинается сначала. Пребывание в этом аду занимает 10368⋅1010 лет.
4. Раурава-нарака(Raurava) — ад воплей. Здесь под жертвами горит земля и они пытаются укрыться. Когда же они находят укрытие, они оказываются запертыми в нём и их поражает жар со всех сторон, и они орут от ужаса. Жизнь в этом аду занимает 82944⋅1010 лет.
5. Махараурава-нарака (Mahāraurava) — ад великих воплей. Подобен предыдущему, но связан с великими терзаниями. Жизнь в этом аду занимает 663552⋅1010 лет.
6. Тапана-нарака (Tapana) — жаркий ад. Слуги Ямы тыкают жертвы раскалённым копьём, пока пламя не пойдёт изо рта и из носа. Жизнь в этом аду занимает 5308416⋅1010 лет.
7. Пратапана-нарака(Pratāpana) — ад великого жара. Мучения похожи на те, что в аду Тапана, но жертв вдобавок более жестоко колют трезубцем. Пребывание в этом аду занимает 42 467 328⋅1010 лет.
8. Авичи-нарака (Avīci) — самый глубокий ад на глубине 40000 йоджан, высота ада 20000 йоджан, столько же, сколько все семь предыдущих адов вместе взятых. Пребывание в этом аду занимает 339,738,624⋅1010 лет, до конца антаракальпы. Поэтому этот ад называется «непрекращающейся наракой». Существа палятся на постоянном огне, это сопровождается страшными мучениями. В этот ад попадают те, кто «отсёк корни благого» — кто из-за приверженности к ложным воззрениям уничтожил в себе ростки не-жадности, не-вражды, не-невежества. В полемике с брахманизмом указывалось, что до такой степени могут опуститься приверженцы вед — брахманы, которые безнравственностью и неправедными законами поощряют преступность, жадность, злобу.